# La Ribambelle s'envole
La Ribambelle s'envole est le troisième épisode de la série de bande dessinée La Ribambelle de Jean Roba et Vicq. Elle fut initialement publiée du no 1325 au no 1355 du journal Spirou, puis en album en 1967.

## Univers

### Synopsis
La Ribambelle apprend via le journal qu'un concours de vol musculaire est organisé. Après quelques réticences, Dizzy sera désigné volontaire pour piloter l'engin, qui sera conçu par Archibald et fabriqué par les jumeaux japonais. Mais les Caïmans, mis au courant de ce concours, vont également tenter d'y participer en volant les plans de la machine. Méfiant, Archibald s'arrange pour leur fournir les plans d'une fausse machine, ce qui avortera leur tentative.
Au moment du concours, bien qu'il se soit écrasé sur la tribune où siégeaient les jurés, Dizzy gagne tout de même le concours.
Tatane, chef des Caïmans, force Archibald Mac Dingelling à avaler le contenu d'une bouteille d'huile de foie de morue, après l'avoir ligoté à une chaise, et ce dernier s'exclame : « J'adore positivement le oil de foie de la morue !… Et quand j'étais baby, ma nurse était obligée de cacher la bottle ! » (planche 34). Ce gag a été repris presque à l'identique par le scénariste Mittéï au début du onzième album des Petits Hommes, Dans les griffes du seigneur : le bourreau du château de Montrigu force Renaud à ingurgiter de longues gorgées d'huile de foie de morue, et Renaud boit cette potion avec délectation, en se vantant d'avoir volé à ses petits camarades d'école leur cuillerée d'huile de foie de morue à chaque récréation.

### Personnages
La Ribambelle, composée de:
- Phil
- Archibald
- Dizzy
- Grenadine
- Atchi, frère jumeau d'Atcha
- Atcha, frère jumeau d'Atchi
- James, fidèle majordome d'Archibald

Les Caïmans:
- Tatane
- Rodolphe
- Alphonse